# Giraudia teranishii
Giraudia teranishii là một loài tò vò trong họ Ichneumonidae.